# Gmina Tovarnik
Gmina Tovarnik (chorw. Općina Tovarnik) – gmina w Chorwacji, w żupanii vukowarsko-srijemskiej. W 2011 roku liczyła  2775 mieszkańców.